# Nathaniel Robitaille
Nathaniel „Nate“ Scott Robitaille (* 26. November 1992 in Attleboro, Massachusetts) ist ein US-amerikanischer American-Football-Spieler auf der Position des Wide Receivers.

## College

### Stonehill Skyhawks
Robitaille besuchte die Attleboro High School, an der er für die Bombardiers auch im Basketball und in der Leichtathletik aktiv war. 2011 wurde er vom Stonehill College aus der NCAA Division II rekrutiert. Dort wechselte er auf die Position des Wide Receivers, nachdem er zuvor an der Highschool noch als Quarterback und Cornerback eingesetzt worden war. In seinem Sophomore-Jahr bestritt Robitaille alle zehn Spiele und stand viermal in der Startformation. Mit sieben gefangenen Touchdowns führte er sein Team an. 2013 startete er in allen elf Spielen und durchbrach als erster Skyhawk die 1.000-Receiving-Yards-Marke in einer Saison. Darüber hinaus diente er seinem Team als Kick Returner. Mit den Skyhawks gewann er die Northeast-10 Conference. Nach der Saison wurde er in das erste Conference- sowie in das zweite Region-Team gewählt. Als Senior führte er sein Team erneut in den Receiving-Kategorien an. Zudem wurde Robitaille als Punt Returner eingesetzt und konnte dabei einen Touchdown erzielen. Nach der Saison wurde er sowohl als Wide Receiver als auch als Returner in das zweite All-Conference Team berufen.

### Statistiken
| Jahr                                           | Team               | Spiele | Starts | Receiving | Receiving | Receiving | Receiving | Receiving | Returning | Returning | Returning | Returning | Returning |
| Jahr                                           | Team               | Spiele | Starts | Rec       | Yds       | Avg       | TD        | Lng       | PR        | Yds       | Avg       | TD        | Lng       |
| ---------------------------------------------- | ------------------ | ------ | ------ | --------- | --------- | --------- | --------- | --------- | --------- | --------- | --------- | --------- | --------- |
| NCAA Division II                               |                    |        |        |           |           |           |           |           |           |           |           |           |           |
| 2011                                           | Stonehill Skyhawks | 09     | 0      | 002       | 0043      | 21,5      | 01        | 40        | 01        | 015       | 15,0      | 0         | 15        |
| 2012                                           | Stonehill Skyhawks | 10     | 04     | 031       | 0437      | 14,1      | 07        | 48        | 0         | 000       | 00,0      | 0         | 0         |
| 2013                                           | Stonehill Skyhawks | 11     | 11     | 091       | 1224      | 13,5      | 13        | 62        | 0         | 000       | 00,0      | 0         | 0         |
| 2014                                           | Stonehill Skyhawks | 11     | 11     | 072       | 1035      | 14,4      | 04        | 73        | 20        | 212       | 10,6      | 1         | 52        |
| College Gesamt                                 | College Gesamt     | 41     | 26     | 196       | 2739      | 14,0      | 25        | 73        | 21        | 227       | 10,8      | 1         | 52        |
| Quellen: stonehillskyhawks.com, stats.ncaa.com |                    |        |        |           |           |           |           |           |           |           |           |           |           |

## Vereinsfootball

### Frankfurt Universe
Nach seiner College-Karriere besuchte Robitaille zwei NFL Pro Days an der University of Massachusetts und der Harvard University sowie den regionalen NFL Combine in Chicago. Seine professionelle Karriere begann er 2016 bei der Frankfurt Universe in der German Football League (GFL). Mit der Universe gewann er die European Football League. In der GFL verhalf er dem hessischen Team mit 25,1 Yards pro Passfang und insgesamt zehn Touchdowns zum Einzug in das Viertelfinale.

### Schwäbisch Hall Unicorns
Zur GFL-Saison 2017 wechselte Robitaille zu den Schwäbisch Hall Unicorns, für die er auch 2018 und 2019 auflief. Mit den Unicorns gewann er 2017 und 2018 die deutsche Meisterschaft. Seine erste Niederlage mit dem Team musste er im German Bowl XLI, seinem letzten Spiel für die Unicorns, hinnehmen. Zwischen 2017 und 2019 erzielte er 3.597 Receiving Yards für 53 Touchdowns sowie fünf Kick Return, zwei Punt Return, einen Passing und zwei Fumble Return Touchdowns. Für seine Leistungen wurde er zweimal in das GFL Süd All-Star Team gewählt.

### Seinäjoki Crocodiles
Im Sommer 2020 unterschrieb Robitaille bei den Seinäjoki Crocodiles aus der finnischen Vaahteraliiga, die aufgrund der Covid-19-Pandemie eine verkürzte Saison abhielt. In den fünf regulären Saisonspielen war Robitaille der einzige Spieler der Crocodiles, der Touchdown-Pässe fing. Mit 297 Receiving Yards für sechs Touchdowns führte er sein Team an. Darüber hinaus wurde er als Returner und Cornerback eingesetzt. Mit den Crocodiles schied er im Halbfinale aus. Zur Saison 2021 kehrte er nach Seinäjoki zurück und war dabei vorrangig als Defensivespieler eingeplant. Im Saisonverlauf kam er als Allzweckwaffe zum Einsatz. So verzeichnete er 2021 einen Passing, einen Interception Return, einen Rushing und zwei Receiving Touchdowns in neun Vaahteraliiga-Spielen. Erneut verlor Robitaille im Halbfinale.

### Statistiken
| Jahr                              | Team                     | Spiele 1 | Receiving | Receiving | Receiving | Receiving | Receiving | Defense | Defense | Defense | Defense | TD Res |
| Jahr                              | Team                     | Spiele 1 | Rec       | Yds       | Avg       | TD        | Lng       | Tkl     | INT     | TD      | BrUp    | TD Res |
| --------------------------------- | ------------------------ | -------- | --------- | --------- | --------- | --------- | --------- | ------- | ------- | ------- | ------- | ------ |
| German Football League            |                          |          |           |           |           |           |           |         |         |         |         |        |
| 2016                              | Frankfurt Universe       | 14       | 023       | 0577      | 25,1      | 09        | 64        | 02      | 0       | 0       | 0       | 10     |
| 2017                              | Schwäbisch Hall Unicorns | 17       | 087       | 1354      | 15,6      | 23        | 79        | 03      | 0       | 0       | 0       | 26     |
| 2018                              | Schwäbisch Hall Unicorns | 16       | 066       | 0887      | 13,4      | 12        | 82        | 0       | 0       | 0       | 0       | 17     |
| 2019                              | Schwäbisch Hall Unicorns | 17       | 072       | 1356      | 18,8      | 18        | 65        | 01      | 0       | 0       | 0       | 20     |
| GFL Gesamt                        | GFL Gesamt               | 64       | 248       | 4174      | 16,8      | 62        | 82        | 06      | 0       | 0       | 0       | 73     |
| Vaahteraliiga 2                   |                          |          |           |           |           |           |           |         |         |         |         |        |
| 2020                              | Seinäjoki Crocodiles     | 06       | 015       | 0381      | 25,4      | 07        | 93        | 20      | 0       | 0       | 2       | 08     |
| 2021                              | Seinäjoki Crocodiles     | 09       | 009       | 0072      | 08,0      | 02        | 19        | 19      | 2       | 1       | 3       | 05     |
| Vaahteraliiga Gesamt              | Vaahteraliiga Gesamt     | 15       | 024       | 0453      | 18,8      | 09        | 93        | 39      | 2       | 1       | 5       | 13     |
| Quellen: stats.gfl.info, sajl.org |                          |          |           |           |           |           |           |         |         |         |         |        |

## European League of Football

### Rhein Fire
Für die Saison 2022 der European League of Football (ELF) wurde Robitaille vom neu gegründeten Franchise Rhein Fire verpflichtet. Am 13. Spieltag stellte Robitaille einen neuen ELF-Rekord für Receiving Yards in einem Spiel (286 Yards) auf und stellte zudem jenen für Receiving Touchdowns (4) ein. Daraufhin wurde er als wertvollster Spieler der Woche ausgezeichnet. Mit Rhein Fire verpasste er trotz der positiven 7:5-Siegesbilanz die Playoffs. Nach Abschluss der regulären Saison, in der er ligaweit die zweitmeisten gefangenen Yards und Touchdowns erzielt hatte, wurde er in das erste ELF All-Star Team gewählt. Ende November gab Rhein Fire die Verlängerung mit Robitaille um eine weitere Saison bekannt.

### Statistiken
| Jahr                                   | Team                | Spiele | Starts | Receiving | Receiving | Receiving | Receiving | Receiving | Receiving |
| Jahr                                   | Team                | Spiele | Starts | Rec       | Tgt       | Yds       | Avg       | TD        | Lng       |
| -------------------------------------- | ------------------- | ------ | ------ | --------- | --------- | --------- | --------- | --------- | --------- |
| European League of Football            |                     |        |        |           |           |           |           |           |           |
| 2022                                   | Rhein Fire          | 12     | 12     | 62        | 085       | 1183      | 19,1      | 14        | 77        |
| 2023                                   | Rhein Fire          | 04     | 04     | 25        | 037       | 0487      | 19,5      | 04        | 49        |
| 2024                                   | Fehérvár Enthroners | 12     | 09     | 71        | 112       | 0953      | 13,4      | 09        | 65        |
| ELF Gesamt                             | ELF Gesamt          | 28     | 25     | 158       | 234       | 2623      | 11,2      | 27        | 77        |
| Quellen: stats.europeanleague.football |                     |        |        |           |           |           |           |           |           |

## Erfolge
Individuelle Auszeichnungen
- High School All-League Team (2009, 2010)
- Team Defense MVP (2009)
- Team MVP (2010, 2014)
- College All-Conference First Team Receiver (2013)[16]
- College All-Super Region Second Team (2013)
- Division II Preseason All-American Third Team (2014)[17]
- College All-Conference Second Team Receiver (2014)
- College All-Conference Second Team Returner (2014)
- FCS National Bowl All-Star Game Special Teams MVP (2014)
- GFL Scoring Leader (2017)
- GFL South All-Star Team (2018, 2019)
- ELF MVP of the Week (1× 2022)
- ELF All-Star First Team (2022)

Teamerfolge
- Northeast-10 Conference-Meister (2013)
- EFL-Bowl-Sieger (2016)
- German-Bowl-Sieger (2017, 2018)
- Elf Champion 2023

## Privates
Robitaille ist der Sohn von Janita und Scott Robitaille und hat zwei Schwestern. Er schloss am Seton College in Massachusetts ein Bachelor-Studium in Kommunikationswissenschaft ab. Für seine akademischen Leistungen wurde er mehrfach ausgezeichnet, einmal qualifizierte er sich für die Dean’s List.